# Các phương thức thâm nhập thị trường nước ngoài
Các phương thức thâm nhập thị trường nước ngoài hoặc chiến lược tham gia khác nhau về mức độ rủi ro mà họ đưa ra, sự kiểm soát và cam kết của các nguồn lực họ yêu cầu và lợi tức đầu tư mà họ hứa. Có hai loại chế độ thâm nhập thị trường chính: chế độ vốn chủ sở hữu và không công bằng. Danh mục chế độ không công bằng bao gồm các thỏa thuận xuất khẩu và hợp đồng. Danh mục chế độ vốn chủ sở hữu bao gồm: liên doanh và các công ty con thuộc sở hữu toàn bộ.

## Xuất khẩu
Xuất khẩu là quá trình bán hàng hóa và dịch vụ được sản xuất ở một quốc gia này sang các quốc gia khác.
Có hai loại xuất khẩu: trực tiếp và gián tiếp.

### Xuất khẩu trực tiếp
Xuất khẩu trực tiếp đại diện cho phương thức xuất khẩu cơ bản nhất được thực hiện bởi một công ty (nắm giữ), tận dụng các nền kinh tế có quy mô sản xuất tập trung ở nước sở tại và giúp kiểm soát phân phối tốt hơn. Xuất khẩu trực tiếp hoạt động tốt nhất nếu khối lượng nhỏ. Khối lượng lớn xuất khẩu có thể kích hoạt chủ nghĩa bảo hộ. Đặc điểm chính của mô hình nhập khẩu trực tiếp là không có trung gian.
Xuất khẩu thụ động đại diện cho việc đối xử và điền đơn đặt hàng ở nước ngoài như đơn đặt hàng trong nước.

#### Các loại
Đại diện bán hàng
Đại diện bán hàng đại diện cho các nhà cung cấp / nhà sản xuất nước ngoài tại thị trường địa phương của họ cho một ủy ban thành lập về bán hàng. Cung cấp dịch vụ hỗ trợ cho nhà sản xuất về quảng cáo địa phương, thuyết trình bán hàng tại địa phương, thủ tục thông quan, yêu cầu pháp lý. Các nhà sản xuất các dịch vụ hoặc sản phẩm kỹ thuật cao như máy móc sản xuất, được hưởng lợi nhiều nhất từ đại diện bán hàng.
Nhà phân phối nhập khẩu
Các nhà phân phối nhập khẩu mua sản phẩm theo quyền riêng của họ và bán lại tại thị trường địa phương của họ cho các nhà bán buôn, bán lẻ hoặc cả hai. Nhà phân phối nhập khẩu là một chiến lược thâm nhập thị trường tốt cho các sản phẩm được mang theo trong kho, như đồ chơi, thiết bị, thực phẩm chế biến sẵn.

#### Ưu điểm
- Kiểm soát lựa chọn thị trường nước ngoài và lựa chọn công ty đại diện nước ngoài
- Phản hồi thông tin tốt từ thị trường mục tiêu, phát triển mối quan hệ tốt hơn với người mua
- Bảo vệ tốt hơn các nhãn hiệu, bằng sáng chế, thiện chí và tài sản vô hình khác
- Doanh số tiềm năng lớn hơn, và do đó lợi nhuận lớn hơn so với xuất khẩu gián tiếp.[6]

#### Nhược điểm
- Chi phí khởi nghiệp cao hơn và rủi ro cao hơn so với xuất khẩu gián tiếp
- Yêu cầu đầu tư cao hơn về thời gian, nguồn lực và nhân sự và cả những thay đổi về tổ chức
- Yêu cầu thông tin lớn hơn
- Thời gian tiếp thị dài hơn so với xuất khẩu gián tiếp.[7]

### Xuất khẩu gián tiếp
Xuất khẩu gián tiếp là quá trình xuất khẩu thông qua các trung gian xuất khẩu trong nước. Nhà xuất khẩu không kiểm soát các sản phẩm của mình ở thị trường nước ngoài.

#### Các loại
Công ty thương mại xuất khẩu (ETC)
Chúng cung cấp các dịch vụ hỗ trợ của toàn bộ quá trình xuất khẩu cho một hoặc nhiều nhà cung cấp. Hấp dẫn đối với các nhà cung cấp không quen với việc xuất khẩu vì ETC thường thực hiện tất cả các công việc cần thiết: định vị đối tác thương mại ở nước ngoài, trình bày sản phẩm, báo giá về các yêu cầu cụ thể, v.v.
Công ty quản lý xuất khẩu (EMCs)
Chúng tương tự như ETC theo cách mà chúng thường xuất khẩu cho các nhà sản xuất. Không giống như ETC, họ hiếm khi chấp nhận rủi ro tín dụng xuất khẩu và mang theo một loại sản phẩm, không đại diện cho các đối thủ cạnh tranh. Thông thường, các EMC giao dịch thay mặt cho các nhà cung cấp của họ như các bộ phận xuất khẩu của họ.
Thương nhân xuất khẩu
Thương nhân xuất khẩu là các công ty bán buôn mua các sản phẩm chưa đóng gói từ các nhà cung cấp / nhà sản xuất để bán lại ở nước ngoài dưới tên thương hiệu riêng của họ. Ưu điểm của thương nhân xuất khẩu là khuyến mãi. Một trong những bất lợi khi sử dụng thương nhân xuất khẩu dẫn đến sự hiện diện của các sản phẩm giống hệt nhau dưới các tên thương hiệu và giá cả khác nhau trên thị trường, có nghĩa là các hoạt động của thương gia xuất khẩu có thể cản trở nỗ lực xuất khẩu của nhà sản xuất.
Nhà Xác nhận
Đây là những người bán trung gian làm việc cho người mua nước ngoài. Họ nhận được các yêu cầu sản phẩm từ khách hàng của họ, đàm phán mua hàng, giao hàng và trả tiền cho các nhà cung cấp / nhà sản xuất. Một cơ hội ở đây phát sinh trong thực tế là nếu khách hàng thích sản phẩm đó có thể trở thành đại diện thương mại. Một bất lợi tiềm tàng bao gồm sự không nhận thức của nhà cung cấp và thiếu kiểm soát đối với những gì một nhà xác nhận làm với sản phẩm của họ.
Đại lý mua hàng không phù hợp
Điều này tương tự như xác nhận nhà với ngoại lệ là họ không thanh toán trực tiếp cho nhà cung cấp - thanh toán diễn ra giữa nhà cung cấp / nhà sản xuất và người mua nước ngoài.

#### Ưu điểm
- Tiếp cận thị trường nhanh
- Tập trung nguồn lực cho sản xuất
- Ít hoặc không có cam kết tài chính vì xuất khẩu của khách hàng thường chi trả hầu hết các chi phí liên quan đến bán hàng quốc tế.
- Rủi ro thấp tồn tại đối với các công ty coi thị trường nội địa của mình là quan trọng hơn và đối với các công ty vẫn đang phát triển các chiến lược R & D, tiếp thị và bán hàng.
- Quản lý xuất khẩu được thuê ngoài, giảm bớt áp lực từ đội ngũ quản lý
- Không xử lý trực tiếp các quá trình xuất khẩu.[10]

#### Nhược điểm
- Ít hoặc không kiểm soát phân phối, bán hàng, tiếp thị, vv trái ngược với xuất khẩu trực tiếp
- Lựa chọn sai của nhà phân phối, và do hiệu quả, thị trường, có thể dẫn đến phản hồi thị trường không đầy đủ ảnh hưởng đến thành công quốc tế của công ty
- Doanh số tiềm năng thấp hơn so với xuất khẩu trực tiếp (mặc dù khối lượng thấp có thể là một khía cạnh quan trọng của xuất khẩu trực tiếp thành công). Các đối tác xuất khẩu chọn sai nhà phân phối / thị trường cụ thể có thể cản trở khả năng hoạt động của một công ty.[11]

Các công ty nghiêm túc coi thị trường quốc tế là một phần quan trọng trong thành công của họ có thể sẽ coi xuất khẩu trực tiếp là công cụ thâm nhập thị trường. Xuất khẩu gián tiếp được ưa thích bởi các công ty muốn tránh rủi ro tài chính như một mối đe dọa cho các mục tiêu khác của họ.

## Cấp phép
Thỏa thuận cấp phép quốc tế cho phép các công ty nước ngoài, độc quyền hoặc không độc quyền sản xuất sản phẩm của chủ sở hữu trong một thời hạn cố định trong một thị trường cụ thể.
Trong chế độ thâm nhập thị trường nước ngoài này, một người cấp phép ở nước sở tại cung cấp các quyền hoặc tài nguyên hạn chế cho người được cấp phép ở nước sở tại. Các quyền hoặc tài nguyên có thể bao gồm bằng sáng chế, nhãn hiệu, kỹ năng quản lý, công nghệ và các thứ khác có thể giúp người được cấp phép sản xuất và bán ở nước sở tại một sản phẩm tương tự như sản phẩm mà người cấp phép đã sản xuất và bán tại nhà quốc gia mà không yêu cầu người cấp phép mở một hoạt động mới ở nước ngoài. Thu nhập của người cấp phép thường có các hình thức thanh toán một lần, phí kỹ thuật và thanh toán tiền bản quyền thường được tính bằng tỷ lệ phần trăm của doanh thu.
Vì trong phương thức gia nhập này, sự chuyển giao kiến thức giữa công ty mẹ và người được cấp phép được trình bày mạnh mẽ, quyết định đưa ra một thỏa thuận cấp phép quốc tế phụ thuộc vào sự tôn trọng của chính phủ sở tại đối với tài sản trí tuệ và khả năng của người cấp phép đúng đối tác và tránh họ để cạnh tranh trong thị trường khác. Cấp phép là một thỏa thuận công việc tương đối linh hoạt, có thể được tùy chỉnh để phù hợp với nhu cầu và lợi ích của cả người cấp phép và người được cấp phép.
Sau đây là những lợi thế và lý do chính để sử dụng giấy phép quốc tế để mở rộng quốc tế:
- Có thêm thu nhập cho bí quyết kỹ thuật và dịch vụ
- Tiếp cận thị trường mới không thể truy cập bằng cách xuất khẩu từ các cơ sở hiện có
- Nhanh chóng mở rộng mà không có nhiều rủi ro và đầu tư vốn lớn
- Mở đường cho các khoản đầu tư trong tương lai vào thị trường
- Giữ lại các thị trường được thiết lập đóng cửa bởi các hạn chế thương mại
- Rủi ro chính trị được giảm thiểu vì người được cấp phép thường sở hữu 100% tại địa phương
- Rất hấp dẫn cho các công ty mới trong kinh doanh quốc tế.

Mặt khác, cấp phép quốc tế là một chế độ thâm nhập thị trường nước ngoài có một số nhược điểm và lý do tại sao các công ty không nên sử dụng nó như:
- Thu nhập thấp hơn so với các chế độ nhập cảnh khác
- Mất kiểm soát các hoạt động và thực tiễn sản xuất và tiếp thị được cấp phép dẫn đến mất chất lượng
- Rủi ro có thương hiệu và danh tiếng bị hủy hoại bởi một đối tác bất tài
- Đối tác nước ngoài cũng có thể trở thành đối thủ cạnh tranh bằng cách bán sản phẩm của mình ở những nơi mà công ty mẹ đã ở.

## Nhượng quyền
Hệ thống nhượng quyền có thể được định nghĩa là: "Một hệ thống trong đó các chủ doanh nghiệp bán độc lập (nhượng quyền) trả phí và tiền bản quyền cho một công ty mẹ (bên nhượng quyền) để đổi lấy quyền được xác định với nhãn hiệu của mình, để bán sản phẩm hoặc dịch vụ của mình và thường sử dụng định dạng và hệ thống kinh doanh của nó. " 
So với cấp phép, các thỏa thuận nhượng quyền có xu hướng dài hơn và bên nhượng quyền cung cấp một gói quyền và tài nguyên rộng hơn thường bao gồm: thiết bị, hệ thống quản lý, hướng dẫn vận hành, đào tạo ban đầu, phê duyệt trang web và tất cả các hỗ trợ cần thiết cho bên nhượng quyền để điều hành kinh doanh theo cách tương tự nó được thực hiện bởi bên nhượng quyền. Thêm vào đó, trong khi một thỏa thuận cấp phép liên quan đến những thứ như sở hữu trí tuệ, bí mật thương mại và những thứ khác trong khi nhượng quyền thương mại, nó chỉ giới hạn ở nhãn hiệu và bí quyết hoạt động của doanh nghiệp.
Ưu điểm của phương thức nhượng quyền thương mại quốc tế:
- Rủi ro chính trị thấp
- Giá thấp
- Cho phép mở rộng đồng thời vào các khu vực khác nhau trên thế giới
- Các đối tác được lựa chọn tốt mang lại đầu tư tài chính cũng như khả năng quản lý cho hoạt động.

Nhược điểm của nhượng quyền thương mại đối với bên nhượng quyền:
- Duy trì quyền kiểm soát đối với bên nhận quyền có thể khó khăn
- Xung đột với bên nhận quyền có khả năng, bao gồm tranh chấp pháp lý
- Giữ gìn hình ảnh của bên nhượng quyền ở thị trường nước ngoài có thể là thách thức
- Yêu cầu giám sát và đánh giá hiệu suất của bên nhượng quyền và cung cấp hỗ trợ liên tục
- Người nhượng quyền có thể tận dụng kiến thức có được và trở thành đối thủ trong tương lai

## Dự án chìa khóa trao tay
Một dự án chìa khóa trao tay đề cập đến một dự án khi khách hàng trả tiền cho các nhà thầu để thiết kế và xây dựng các cơ sở mới và đào tạo nhân viên. Một dự án chìa khóa trao tay là một cách để một công ty nước ngoài xuất khẩu quy trình và công nghệ của mình sang các nước khác bằng cách xây dựng một nhà máy ở quốc gia đó. Các công ty công nghiệp chuyên về công nghệ sản xuất phức tạp thường sử dụng các dự án chìa khóa trao tay làm chiến lược gia nhập.
Một trong những lợi thế chính của các dự án chìa khóa trao tay là khả năng công ty thành lập nhà máy và kiếm lợi nhuận ở nước ngoài, đặc biệt là cơ hội đầu tư trực tiếp nước ngoài bị hạn chế và thiếu chuyên môn trong một lĩnh vực cụ thể.
Những bất lợi tiềm tàng của một dự án chìa khóa trao tay cho một công ty bao gồm rủi ro tiết lộ bí mật của công ty cho các đối thủ và tiếp quản nhà máy của họ bởi nước chủ nhà. Tham gia vào thị trường với dự án chìa khóa trao tay CÓ THỂ chứng minh rằng một công ty không có lợi ích lâu dài ở quốc gia này có thể trở thành bất lợi nếu quốc gia đó là thị trường chính cho sản lượng của quá trình xuất khẩu.

## Các công ty con
Một công ty con thuộc sở hữu hoàn toàn (WOS) bao gồm hai loại chiến lược: Đầu tư và mua lại Greenfield. Đầu tư và mua lại Greenfield bao gồm cả ưu điểm và nhược điểm. Để quyết định chế độ nhập nào sẽ sử dụng tùy thuộc vào tình huống. Đầu tư Greenfield là thành lập một công ty con hoàn toàn mới. Nó thường phức tạp và có khả năng tốn kém, nhưng nó có thể cung cấp toàn quyền kiểm soát cho công ty và có tiềm năng nhất để cung cấp lợi nhuận trên trung bình. "Các công ty con thuộc sở hữu toàn bộ và nhân viên nước ngoài được ưu tiên trong các ngành dịch vụ nơi tiếp xúc gần gũi với khách hàng cuối cùng và trình độ chuyên môn cao, biết cách chuyên môn và tùy chỉnh được yêu cầu."  Đầu tư vào Greenfield có nhiều khả năng được ưa thích hơn khi các nhà máy thâm dụng vốn vật chất được lên kế hoạch. Chiến lược này hấp dẫn nếu không có đối thủ cạnh tranh để mua hoặc chuyển lợi thế cạnh tranh bao gồm các năng lực, kỹ năng, thói quen và văn hóa nhúng.
Đầu tư vào Greenfield có rủi ro cao do chi phí thành lập một doanh nghiệp mới ở một quốc gia mới. Một công ty có thể cần có được kiến thức và chuyên môn về thị trường hiện tại của các bên thứ ba, như nhà tư vấn, đối thủ cạnh tranh hoặc đối tác kinh doanh. Chiến lược gia nhập này mất nhiều thời gian do nhu cầu thiết lập các hoạt động mới, mạng lưới phân phối và sự cần thiết phải tìm hiểu và thực hiện các chiến lược tiếp thị phù hợp để cạnh tranh với các đối thủ trong một thị trường mới.
Mua lại đã trở thành một phương thức phổ biến để thâm nhập thị trường nước ngoài chủ yếu nhờ vào việc truy cập nhanh  Chiến lược mua lại mang lại sự mở rộng quốc tế ban đầu nhanh nhất và lớn nhất trong số các phương án thay thế. Mua lại đã tăng lên vì đó là một cách để đạt được sức mạnh thị trường lớn hơn. Thị phần thường bị ảnh hưởng bởi sức mạnh thị trường. Do đó, nhiều tập đoàn đa quốc gia áp dụng các thương vụ mua lại để đạt được sức mạnh thị trường lớn hơn, đòi hỏi phải mua đối thủ cạnh tranh, nhà cung cấp, nhà phân phối hoặc doanh nghiệp trong ngành có liên quan cao để cho phép thực hiện năng lực cốt lõi và nắm bắt lợi thế cạnh tranh trên thị trường. Mua lại có rủi ro thấp hơn đầu tư của Greenfield vì kết quả của việc mua lại có thể được ước tính dễ dàng và chính xác hơn. Nhìn chung, việc mua lại rất hấp dẫn nếu có các công ty được thành lập tốt đang hoạt động hoặc các đối thủ cạnh tranh muốn vào khu vực. Mặt khác, có nhiều nhược điểm và vấn đề trong việc đạt được thành công mua lại:
- Việc hợp nhất hai tổ chức có thể khá khó khăn do văn hóa tổ chức, hệ thống kiểm soát và các mối quan hệ khác nhau.[16] Tích hợp là một vấn đề phức tạp, nhưng nó là một trong những điều quan trọng nhất đối với các tổ chức.
- Bằng cách áp dụng các thương vụ mua lại, một số công ty đã tăng đáng kể mức nợ có thể có tác động tiêu cực đến các công ty vì nợ cao có thể gây ra phá sản.[16]
- Quá đa dạng hóa có thể gây ra vấn đề.[16] Ngay cả khi một công ty không quá đa dạng hóa, mức độ đa dạng hóa cao có thể có tác động tiêu cực đến công ty trong hoạt động dài hạn do thiếu sự quản lý đa dạng hóa.

## Sự khác biệt giữa chiến lược quốc tế và chiến lược toàn cầu
Tuy nhiên, một số ngành được hưởng lợi nhiều hơn từ toàn cầu hóa so với các ngành khác và một số quốc gia có lợi thế so sánh với các quốc gia khác trong một số ngành nhất định. Để tạo ra một chiến lược toàn cầu thành công, trước tiên các nhà quản lý phải hiểu bản chất của các ngành toàn cầu và động lực của cạnh tranh toàn cầu, chiến lược quốc tế (tức là các công ty con phân tán quốc tế hoạt động độc lập và hoạt động như thể họ là các công ty địa phương, với sự phối hợp tối thiểu từ công ty mẹ) và chiến lược toàn cầu (dẫn đến một loạt các chiến lược kinh doanh và mức độ thích ứng cao với môi trường kinh doanh địa phương). Về cơ bản có ba điểm khác biệt chính giữa chúng. Thứ nhất, nó liên quan đến mức độ tham gia và phối hợp từ Trung tâm. Hơn nữa, sự khác biệt liên quan đến mức độ tiêu chuẩn hóa sản phẩm và khả năng đáp ứng với môi trường kinh doanh địa phương. Điều cuối cùng là sự khác biệt có liên quan đến hội nhập chiến lược và các động thái cạnh tranh.

## Liên doanh
Có năm mục tiêu chung trong một liên doanh: gia nhập thị trường, chia sẻ rủi ro / thưởng, chia sẻ công nghệ và phát triển sản phẩm chung, và tuân thủ các quy định của chính phủ. Các lợi ích khác bao gồm các kết nối chính trị và truy cập kênh phân phối có thể phụ thuộc vào các mối quan hệ. Các liên minh như vậy thường thuận lợi khi:
- Các mục tiêu chiến lược của các đối tác hội tụ trong khi các mục tiêu cạnh tranh của họ phân kỳ
- Quy mô, sức mạnh thị trường và tài nguyên của các đối tác là nhỏ so với các nhà lãnh đạo ngành
- Các đối tác có thể học hỏi lẫn nhau trong khi hạn chế quyền truy cập vào các kỹ năng độc quyền của riêng họ

Các vấn đề chính cần xem xét trong một liên doanh là quyền sở hữu, kiểm soát, thời hạn thỏa thuận, giá cả, chuyển giao công nghệ, khả năng và nguồn lực của công ty địa phương và ý định của chính phủ. Các vấn đề tiềm ẩn bao gồm:
- Xung đột về đầu tư mới không đối xứng
- Không tin tưởng vào kiến thức độc quyền
- Hiệu suất mơ hồ - cách chia miếng bánh
- Thiếu sự hỗ trợ của công ty mẹ
- Xung đột văn hóa
- Nếu, làm thế nào và khi nào chấm dứt mối quan hệ

Liên doanh có áp lực mâu thuẫn để hợp tác và cạnh tranh:
- Chiến lược bắt buộc: các đối tác muốn tối đa hóa lợi thế đạt được cho liên doanh, nhưng họ cũng muốn tối đa hóa vị thế cạnh tranh của chính họ.
- Liên doanh cố gắng phát triển các tài nguyên được chia sẻ, nhưng mỗi công ty muốn phát triển và bảo vệ các tài nguyên độc quyền của riêng mình.
- Liên doanh được kiểm soát thông qua các quá trình đàm phán và phối hợp, trong khi mỗi công ty muốn có sự kiểm soát phân cấp.

## Liên minh chiến lược
liên minh chiến lược là một loại thỏa thuận hợp tác giữa các công ty khác nhau, chẳng hạn như nghiên cứu chung, liên doanh chính thức hoặc tham gia cổ phần thiểu số. Hình thức hiện đại của các liên minh chiến lược đang ngày càng trở nên phổ biến và có ba đặc điểm nổi bật:
1. Họ thường xuyên giữa các công ty trong các quốc gia công nghiệp.
2. Trọng tâm thường là tạo ra các sản phẩm và/hoặc công nghệ mới thay vì phân phối các sản phẩm hiện có.
3. Chúng thường chỉ được tạo ra trong thời gian ngắn, thỏa thuận không dựa trên vốn chủ sở hữu trong đó các công ty được tách ra và độc lập.

### Ưu điểm
Một số lợi thế của liên minh chiến lược bao gồm:
Trao đổi công nghệ
Đây là một mục tiêu chính cho nhiều liên minh chiến lược. Lý do cho điều này là nhiều đột phá và đổi mới công nghệ lớn dựa trên những tiến bộ liên ngành và/hoặc liên công nghiệp. Bởi vì điều này, ngày càng khó khăn cho một công ty duy nhất sở hữu các nguồn lực hoặc khả năng cần thiết để thực hiện các nỗ lực R & D hiệu quả của riêng họ. Điều này cũng được duy trì bởi vòng đời sản phẩm ngắn hơn và nhu cầu của nhiều công ty để duy trì tính cạnh tranh thông qua sự đổi mới. Một số ngành công nghiệp đã trở thành trung tâm cho các thỏa thuận hợp tác rộng rãi là: 
- Viễn thông
- Thiết bị điện tử
- Dược phẩm
- Công nghệ thông tin
- Hóa chất đặc biệt

Cạnh tranh toàn cầu
Có một nhận thức ngày càng tăng rằng các trận chiến toàn cầu giữa các tập đoàn được chiến đấu giữa các đội của những người chơi liên kết trong quan hệ đối tác chiến lược. Các liên minh chiến lược sẽ trở thành công cụ chính cho các công ty nếu họ muốn duy trì tính cạnh tranh trong môi trường toàn cầu hóa này, đặc biệt là trong các ngành có các nhà lãnh đạo thống trị, như nhà sản xuất điện thoại di động, nơi các công ty nhỏ hơn cần liên minh để duy trì khả năng cạnh tranh.
Hội tụ công nghiệp
Khi các ngành công nghiệp hội tụ và các đường truyền thống giữa các ngành công nghiệp khác nhau mờ đi, các liên minh chiến lược đôi khi là cách duy nhất để phát triển các kỹ năng phức tạp cần thiết trong khung thời gian cần thiết. Liên minh trở thành một cách để định hình cạnh tranh bằng cách giảm cường độ cạnh tranh, loại trừ những người tham gia tiềm năng và cô lập người chơi và xây dựng chuỗi giá trị phức tạp có thể đóng vai trò là rào cản.
Kinh tế theo quy mô và giảm thiểu rủi ro
Tài nguyên tổng hợp có thể đóng góp rất lớn cho quy mô kinh tế và các công ty nhỏ hơn đặc biệt có thể hưởng lợi rất nhiều từ các liên minh chiến lược về mặt giảm chi phí vì tăng quy mô kinh tế.
Về mặt giảm thiểu rủi ro, trong các liên minh chiến lược, không một công ty nào chịu toàn bộ rủi ro và chi phí cho một hoạt động chung. Điều này cực kỳ thuận lợi cho các doanh nghiệp tham gia vào các hoạt động rủi ro / chi phí cao như R & D. Điều này cũng có lợi cho các tổ chức nhỏ hơn bị ảnh hưởng nhiều hơn bởi các hoạt động rủi ro.
Liên minh thay thế cho sáp nhập
Một số lĩnh vực công nghiệp có những hạn chế đối với việc sáp nhập và mua lại xuyên biên giới, các liên minh chiến lược chứng tỏ là một sự thay thế tuyệt vời để vượt qua những hạn chế này. Liên minh thường dẫn đến hội nhập toàn diện nếu các hạn chế được dỡ bỏ bởi một hoặc cả hai quốc gia.

### Rủi ro hợp tác cạnh tranh
Một số liên minh chiến lược liên quan đến các công ty đang cạnh tranh khốc liệt bên ngoài phạm vi cụ thể của liên minh. Điều này tạo ra rủi ro rằng một hoặc cả hai đối tác sẽ cố gắng sử dụng liên minh để tạo lợi thế so với đối tác kia. Lợi ích của liên minh này có thể gây mất cân bằng giữa các bên, có một số yếu tố có thể gây ra sự bất cân xứng này:
- Quan hệ đối tác có thể được rèn để trao đổi các nguồn lực và khả năng như công nghệ. Điều này có thể khiến một đối tác có được công nghệ mong muốn và từ bỏ đối tác khác, chiếm đoạt một cách hiệu quả tất cả các lợi ích của liên minh.
- Sử dụng sáng kiến đầu tư để làm xói mòn vị thế cạnh tranh của các đối tác khác. Đây là tình huống mà một đối tác thực hiện và kiểm soát các nguồn lực quan trọng. Điều này tạo ra mối đe dọa rằng đối tác mạnh hơn có thể tước đi cơ sở hạ tầng cần thiết khác.
- Điểm mạnh có được bằng cách học hỏi từ một công ty có thể được sử dụng so với công ty kia. Khi các công ty học hỏi lẫn nhau, thông thường bằng cách chia sẻ nhiệm vụ, khả năng của họ trở nên mạnh mẽ, đôi khi sức mạnh này vượt quá phạm vi của liên doanh và một công ty có thể sử dụng nó để đạt được lợi thế cạnh tranh với công ty mà họ có thể hợp tác.
- Các công ty có thể sử dụng các liên minh để có được đối tác của mình. Một công ty có thể nhắm mục tiêu một công ty và đồng minh với họ để sử dụng kiến thức thu được và niềm tin được xây dựng trong liên minh để tiếp quản công ty kia.

### Nhược điểm
1. Khó tìm được một đối tác tốt
2. Rủi ro hợp tác bất bình đẳng
3. Mất kiểm soát
4. Quản lý quan hệ xuyên biên giới

## Chọn một đối tác cho các liên minh chiến lược quốc tế
1. Tương thích chiến lược 
Các đối tác cần có cùng một mục tiêu và sự hiểu biết trong việc thành lập một liên doanh. Sự khác biệt trong chiến lược tạo ra nhiều xung đột lợi ích trong mối quan hệ đối tác sau này (Lilley và Willianms, 1991).
2. Kỹ năng và tài nguyên bổ sung 
Một tiêu chí quan trọng khác là các đối tác cần đóng góp nhiều hơn là chỉ tiền cho liên doanh (Geringer và Michael, 1988). Mỗi đối tác phải đóng góp một số kỹ năng và nguồn lực bổ sung cho người khác.
3. Quy mô công ty tương đối 
Quy mô khác nhau của các công ty có thể gây ra sự thống trị của một công ty hoặc thỏa thuận bất bình đẳng, không thuận lợi cho hoạt động lâu dài (Lilley và Willianms, 1991)
4. Khả năng tài chính 
Các đối tác có thể tạo ra nguồn tài chính đủ để duy trì các nỗ lực của liên doanh, điều này cũng rất quan trọng đối với quan hệ đối tác lâu dài (Lilley và Willianms, 1991)

Một số giống như sự tương thích giữa các chính sách điều hành (Lilley và Willianms, 1991), sự tin tưởng và cam kết (Lilley và Willianms, 1991), phong cách quản lý tương thích (Geringer và Michael, 1988), sự phụ thuộc lẫn nhau (Lilley và Willianms, 1991), rào cản truyền thông (Lilley và Willianms, 1991) và tránh các đối tác neo (Geringer và Michael, 1988) cũng rất quan trọng đối với việc lựa chọn đối tác nhưng ít quan trọng hơn so với bốn người đầu tiên.

## Vấn đề chính trị
Các vấn đề chính trị sẽ phải đối mặt chủ yếu bởi các công ty muốn vào một đất nước có môi trường chính trị không bền vững (Parboteeah và Cullen, 2011). Một quyết định chính trị sẽ ảnh hưởng đến môi trường kinh doanh ở một quốc gia và ảnh hưởng đến lợi nhuận của doanh nghiệp tại quốc gia đó (Click, 2005). Các tổ chức đầu tư vào các quốc gia mờ đục như Zimbabwe, Myanmar và Việt Nam có kinh nghiệm lâu dài về cách rủi ro chính trị ảnh hưởng đến hành vi kinh doanh của họ (Harvard Business Review, 2014).
Sau đây là những ví dụ về các vấn đề chính trị:
1. Tù chính trị của Mikhail Khodorkovsky, người khổng lồ kinh doanh, ở Nga (Wade, 2005); 2. Chính sách "Mở cửa" của Trung Quốc (Đặng, 2001); 3. Các cuộc bầu cử tranh chấp ở Ukraine dẫn đến việc tổng thống không chắc chắn trong những năm gần đây (Harvard Business Review, 2014); 4. Hệ thống pháp luật tham nhũng ở nhiều quốc gia, như Nga (Samara, 2008)

## Ba quy tắc khác nhau của lựa chọn chế thâm nhập
Những lời giới thiệu sau đây dựa trên tuyên bố của Hollensen:
1. Quy tắc ngây thơ. Người ra quyết định sử dụng cùng một chế độ thâm nhập cho tất cả các thị trường nước ngoài. Các công ty sử dụng quy tắc này làm lựa chọn chế độ nhập cảnh bỏ qua sự khác biệt của từng thị trường nước ngoài. Hiệu suất của lựa chọn này không thể được tính toán, bởi vì nó phụ thuộc nhiều vào sự may mắn của người quản lý.
2. Quy tắc thực dụng. Người ra quyết định sử dụng chế độ nhập khả thi cho từng thị trường nước ngoài, có nghĩa là người quản lý sử dụng các chế độ nhập khác nhau tùy thuộc vào giai đoạn thời gian hoặc giai đoạn kinh doanh. Ví dụ, là bước đầu tiên để kinh doanh quốc tế, các công ty có xu hướng sử dụng xuất khẩu.
3. Quy tắc chiến lược. Cách tiếp cận này có nghĩa là công ty đã so sánh một cách có hệ thống tất cả các chế độ nhập và đánh giá giá trị trước khi có bất kỳ lựa chọn nào. Cách tiếp cận này là phổ biến trong các công ty lớn, bởi vì nghiên cứu đòi hỏi nguồn lực, vốn và thời gian. Rất hiếm khi thấy một công ty nhỏ hoặc vừa sử dụng phương pháp này.

Bên cạnh ba quy tắc này, người quản lý có những cách riêng để chọn chế độ nhập. Nếu công ty không thể tạo ra một nghiên cứu thị trường trưởng thành, người quản lý có xu hướng chọn các chế độ đầu vào phù hợp nhất với ngành hoặc đưa ra quyết định bằng trực giác.

## Phân tích trường hợp đầu tư trực tiếp nước ngoài của công ty viễn thông ở Albania
Đầu tư trực tiếp nước ngoài (FDI) là một yếu tố quan trọng cho tăng trưởng kinh tế của một quốc gia, đặc biệt là trong các tác động của nó đối với việc truyền tải công nghệ và phát triển trong các chiến lược quản lý và tiếp thị. FDI diễn ra khi một công ty mua quyền kiểm soát sở hữu của một đơn vị sản xuất ở nước ngoài.
Theo nội dung, về cơ bản có ba hình thức FDI: thành lập chi nhánh mới, mua cổ phần kiểm soát của một công ty hiện có và cùng tham gia vào một công ty trong nước. Khi nền kinh tế Albania đã thay đổi từ kế hoạch tập trung sang định hướng thị trường, FDI được coi là một thành phần quan trọng của quá trình chuyển đổi sang hệ thống kinh tế dẫn đầu thị trường, vì nó đóng góp vào sự phát triển của một quốc gia thông qua nhiều kênh (Kukeli, et al., 2006; Kukeli, 2007). Trong nghiên cứu của họ, một số lượng hạn chế các trường hợp nhập mạng di động thành công đã được chọn để điều tra sâu về các mô hình nhập cảnh ở Albania, để tìm ra các yếu tố quyết định quan trọng và hiệu quả nhất của mạng di động nước ngoài vào thị trường viễn thông của Albania trong tương lai. Nó cung cấp một kinh nghiệm kinh doanh Albania thành công cho những người mới trong ngành viễn thông di động. Với nền kinh tế thị trường đang phát triển, Albania mang đến nhiều cơ hội cho các nhà đầu tư - tài sản vì chi phí lao động thấp, dân số trẻ và có học thức sẵn sàng làm việc, và thuế quan và các hạn chế pháp lý khác trong nhiều trường hợp và bị loại bỏ trong một số trường hợp khác (Albinvest, 2010). Vị trí của Albania tự nó cung cấp một tiềm năng thương mại đáng chú ý, đặc biệt là với các thị trường EU, vì nó có chung biên giới với Hy Lạp và Ý. Trong những năm qua, Albania đã tham gia các hiệp định thương mại tự do với các nước Balkan tạo ra cơ hội thương mại trên toàn khu vực. Khi nền kinh tế Albania có xu hướng phát triển, triển vọng và cơ hội của các doanh nghiệp đa quốc gia (MNEs) đầu tư vào Albania trong một thời gian dài cũng tăng lên. Tuy nhiên, sau khi chuyển sang chế độ dân chủ từ năm 1992, đất nước này đã đi một chặng đường dài về đời sống kinh tế, chính trị và xã hội (Bộ Kinh tế 2004, tr.   9-10). Demirel (2008) tìm thấy tất cả những thay đổi này để tạo thành thế mạnh của Albania về mặt FDI. Trong nghiên cứu của mình, Demirel (2008) nhấn mạnh rằng Albania có một trong những môi trường đầu tư thân thiện nhất ở khu vực các quốc gia Đông Nam Âu (SEECs) với hiệu quả kinh tế ấn tượng của bà trong thập kỷ qua, luật pháp kinh tế tự do, quá trình tư nhân hóa nhanh chóng và quốc gia lợi thế cụ thể. Bằng cách tính đến tất cả các yếu tố này, mục đích của nghiên cứu này là đưa ra một viễn cảnh mới bằng các nghiên cứu trường hợp của các công ty viễn thông nước ngoài, tạo thành phần lớn các MNE trong lĩnh vực này, bằng cách tìm ra các yếu tố quyết định quan trọng nhất trước khi vào Albania, với một chiến lược gia nhập thành công và sự cân nhắc quan trọng của FDI ở Albania. Điều cực kỳ quan trọng là tìm ra các yếu tố quyết định và các yếu tố ảnh hưởng đến các công ty đa quốc gia khi quyết định phương thức gia nhập của họ, để cạnh tranh thành công trong ngành viễn thông di động Albania. Có bốn nhà khai thác trong các ngành công nghiệp; hai trong số các công ty hàng đầu mở rộng nhanh chóng ở Albania bằng cách sử dụng các chiến lược thâm nhập thành công và tích cực, và các công ty còn lại là những mục nhập mới trong thị trường Albania. Lin (2008) nhấn mạnh rằng việc đánh giá các yếu tố quyết định của chế độ đầu vào tốt hơn nên được áp dụng trong một số lý thuyết và mô hình chính như lý thuyết chi phí giao dịch, lý thuyết chiết trung và mô hình quốc tế hóa, đóng vai trò là nền tảng lý thuyết trong các loại nghiên cứu này, nơi tổ chức nghiên cứu điều kiện tài chính, bối cảnh chính trị và kinh tế, và khả năng tổ chức là những yếu tố quan trọng và đòi hỏi sự cân nhắc lớn.